# 近藤亜紀
近藤 亜紀（こんどう あき、1993年6月18日 - ）は、千葉県出身の女優。血液型O型。2014年3月からムーン・ザ・チャイルドに所属し、「朝日奈みなみ」（あさひな - ）と改名している。
女性ミュージカル集団・東京メッツのジュニアチームである東京リトルメッツの元一員で、舞台を中心に活動。
趣味はガラス細工を集めること。特技はダンス。姉が1人いる。

## 出演

### テレビドラマ
- 仮面ライダー響鬼（2005年、テレビ朝日）チアガール役

### バラエティ
- ジュニアでGO!（2004年、エンタ!371）

### 舞台
- リボンの騎士（2002年）
- ラ・ラ・ラ・ワンダフル（2002年）ケイト・エミリー役
- 赤毛のアン（2003年）
- フレンズ ガラクタ怪獣のなみだ（2003年）草野もも、スモモ役
- ココ・スマイル3（2004年）大類亜紀役
- ココ・スマイル4（2005年）
- 森は生きている（2006年）
- ミュージカル アニー（2007年）タップキッズ役
- SEMPO -日本のシンドラー 杉原千畝物語-（2008年） - 杉原弘樹 役（ダブルキャスト）
- ヒロセプロジェクト「優しい魔法のとなえ方2011」（2011年11月3日-6日、ラゾーナ川崎プラザソル）- 加藤くるみ 役（Aチーム）
- ヒロセプロジェクト「神様と過ごした10日間」（2013年4月4日-7日、ラゾーナ川崎プラザソル）- 水野初音 役 (Bチーム）
- ミュージカル『SEMPO -日本のシンドラー 杉原千畝物語-』（2013年 9月10日-29日、新国立劇場 中劇場）ニーナ役(ダブルキャスト)、難民役
- 舞台 『泣いてたまるか!! いのちのしるし』（2014年 3月12日-16日、中野 ザ・ポケット）